# I Still Haven't Found What I'm Looking For
I Still Haven't Found What I'm Looking For este o piesă a formației U2 de pe albumul The Joshua Tree.

## Conținut
01.I Still Haven't Found What I'M Looking For - 4.33
02.Trip Through Your Wires - 3.33
Doar conținut american:
01.I Still Haven't Found What I'M Looking For - 4.33
02.Trip Through Your Wires - 3.33
03.Spanish Eyes - 3.16
04.Deep In The Heart - 5.55
05.Running To Stand Still - 4.19
06.With Or Without You [Demo] - 7.44
07.Bad/Pride - Live - 18.00

Această piesă este printre cele mai cunoscute și populare ale U2.
U2 [The Ireland Band]
- Bono
- The Edge
- Adam Clayton
- Larry Mullen Jr.